# Egils saga einhenda ok Ásmundar berserkjabana
Die Egils saga einhenda ok Ásmundar berserkjabana (Die Saga vom einhändigen Egil und dem Berserkertöter Asmund) ist eine nordische Vorzeitsaga (Fornaldarsaga) wahrscheinlich aus dem 14. Jahrhundert. Sie ist in drei isländischen Manuskripten aus dem frühen 15. Jahrhundert überliefert.
Die Saga erzählt von Abenteuern, die Egil und sein Gefährte Ásmundar in Rússia erlebten, und auch in Jötunheim und Halogaland.